# Mesekenhagen
Mesekenhagen es un municipio situado en el distrito de Pomerania Occidental-Greifswald, en el estado federado de Mecklemburgo-Pomerania Occidental (Alemania), a una altitud de 0 metros. Su población a finales de 2016 era de 1000 habs. y su densidad poblacional, 40 hab/km².
Se encuentra ubicado en el extremo norte del distrito, junto al distrito de Pomerania Occidental-Rügen y la costa del mar Báltico.